# ТСВЛ-8 «Сталінград»
ТСВЛ-8 «Сталінград» (рос. Тактическая Снайперская Винтовка Лобаева) — тактична снайперська гвинтівка сімейства гвинтівок Лобаєва, розроблена в Росії компанією Lobaev Arms.
Має скелетонну ("коробчасту") конструкцію з використанням шасі для затворної групи. Магазинна затворна група COUNT лежить на невеликому алюмінієвому шасі і компаунді для покращення гасіння вібрації й ударних впливів. ТСВЛ-8 забезпечена складним прикладом для портативності.
Модель випускаєтся в матчовому (спортивному) варіанті — «Contender» і службовому (військовому) — «Black-Ops».

## Бойове застосування
За даними джерел у російських силових структурах, снайперська гвинтівка Лобаєва «Сталінград» застосовувалася російськими спецпідрозділами під час вторгнення в Україну у 2022 році. Відмічається, що гвинтівка показала високу точність на дистанціях до 1,5 км.

## Тактико-технічні характеристики
- Технічна купчастість — 0.4 MOA/12 мм між центрами (5 пострілів на 100 м)
- Максимальна ефективна дальність — 1600 м
- Дульна швидкість — 900 м/с
- Робочий діапазон температур — -45…+65 °C
- Калібр — .338 Lapua Magnum
- Довжина — 1290 мм (1016 мм — зі складеним прикладом)
- Висота — 218 мм
- Ширина — 62 мм
- Вага — 6200 г
- Довжина ствола — 680/740 мм
- Зусилля спуску — рег. 500—1500 г
- Болт — правий
- Порт — правий
- Магазин — 5 патронів

### Базова комплектація:
- Контур ствола — HG
- Довжина ствола — 680 мм
- Калібр — .338 Lapua Magnum
- Дульне гальмо — T-Tuner
- Доли — 6
- Сошки — немає
- ПБС («глушник») — немає
- НБ/ТБ кріплення — STD Picatiny
- Кріплення прицілу — STD Picatiny